# Хриб над Рибчами
Хриб над Рибчами (словен. Hrib nad Ribčami) је насељено место у општини Моравче, Средњесловенска регија, Словенија.

## Историја
До територијалне реорганизације у Словенији био је у саставу старе општине Домжале.

## Становништво
У попису становништва из 2011. године, Хриб над Рибчами је имао 33 становника.
| Број становника према пописима | Број становника према пописима | Број становника према пописима |
| ------------------------------ | ------------------------------ | ------------------------------ |
| 1991                           | 2002                           | 2011                           |
| 33                             | 33                             | 33                             |

Напомена: До 1955. исказивано под именом Хриб. Године 1953. увећан за део насеља Свети Миклавж који је укинут.